# Raúl Juliá

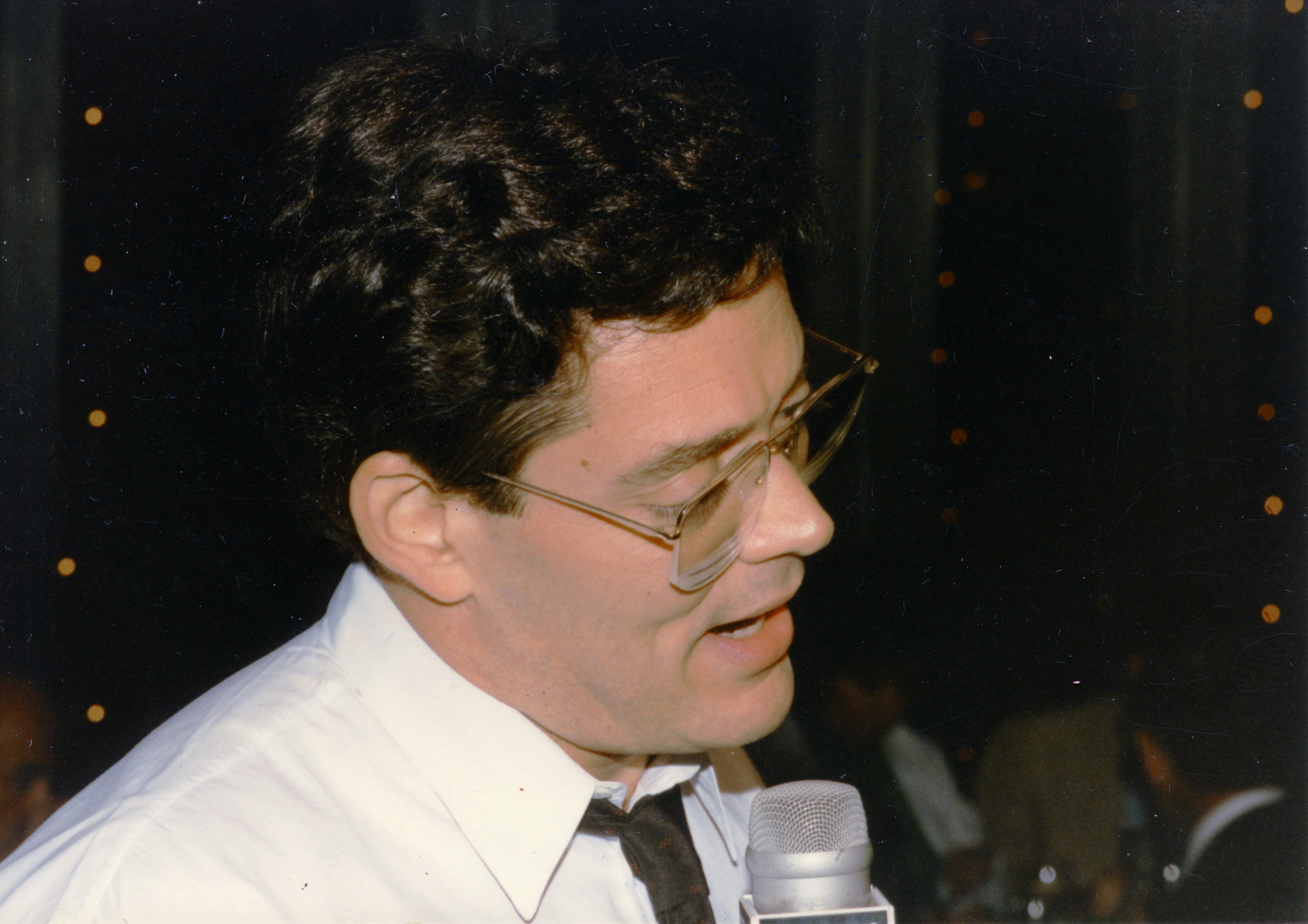
Raúl Juliá (1984)

Raúl Rafael Carlos Juliá y Arcelay (* 9. März 1940 in San Juan, Puerto Rico; † 24. Oktober 1994 in Manhasset, New York) war ein US-amerikanischer Schauspieler.

## Leben und Wirken
Raúl Juliá wuchs in San Juan auf. Nach seinem Bachelor-Abschluss im Fach Theaterwissenschaft an der University of Puerto Rico zog er 1964 nach New York, wo er bei Wynn Handman Schauspiel studierte. Danach trat er zunächst in zahlreichen Theaterproduktionen auf. In den Jahren 1974, 1975, 1977 sowie 1982 war er jeweils für einen Tony Award nominiert. Für seine Rolle in dem US-amerikanisch-brasilianischen Filmdrama Der Kuss der Spinnenfrau von Héctor Babenco erhielt er 1985 eine Nominierung für einen Golden Globe. Besondere Bekanntheit erlangte er mit seiner Darstellung des Gomez Addams in den Addams-Family-Filmen (1991 und 1993). Juliá erkrankte 1991 an Magenkrebs, gab dies aber trotz entsprechender Gerüchte niemals zu. Im Jahr 1993 unterzog er sich einer Magen-OP, die jedoch erfolglos war. Kurz darauf nahm Juliá trotz seines fortschreitenden Gewichtsverlusts und auch insgesamt schlechter werdenden Gesundheitszustands die Rolle des M. Bison in der Videospiel-Verfilmung Street Fighter – Die entscheidende Schlacht an. Er begründete die Annahme der Rolle damit, dass seine Kinder Fans des Videospiels waren.
Juliá erlitt am 16. Oktober 1994 in seinem New Yorker Apartment einen Schlaganfall und fiel danach in ein Koma, aus dem er nicht mehr erwachte. Er starb acht Tage später im North Shore University Hospital in Manhasset. Street Fighter wurde wenige Tage nach seinem Tod fertiggestellt und ist ihm gewidmet. Sein Leichnam wurde nach Puerto Rico überführt, wo er im Rahmen eines Staatsbegräbnisses auf dem Cemeterio Buxedo in Cupey beerdigt wurde.
Juliá war zweimal verheiratet. Die erste Ehe mit Magda Vasallo blieb kinderlos und wurde 1969 nach vier Jahren wieder geschieden. Mit seiner zweiten Frau Merel Poloway, mit der er von 1976 bis zu seinem Tod 1994 verheiratet war, hatte er die Söhne Raul und Benjamin.

## Trivia
Obwohl Street Fighter als Juliás letzter Film gilt, stand er tatsächlich auch für Regisseur Robert Rodriguez an der Seite von Antonio Banderas in dem Action-Thriller Desperado (1995) vor der Kamera. Juliá, der zum Zeitpunkt der Dreharbeiten bereits schwerkrank war, musste den Dreh jedoch bereits nach kurzer Zeit abbrechen und wurde daraufhin von Joaquim de Almeida ersetzt.
Juliá war auch für die Rolle des Don Diego de la Vega in Die Maske des Zorro gecastet worden, starb jedoch bereits vor Beginn der Dreharbeiten.
Juliá ist der einzige Mann, der posthum sowohl mit dem Emmy als auch mit dem Golden Globe ausgezeichnet wurde.
Er ist Patenonkel der puerto-ricanisch-US-amerikanischen Drehbuchautorin Mylo Carbia.

## Filmografie (Auswahl)
- 1969: Stiletto
- 1971: Die Organisation (The Organization)
- 1976: Die verrückteste Rallye der Welt (The Gumball Rally)
- 1978: Die Augen der Laura Mars (Eyes of Laura Mars)
- 1982: Einer mit Herz (One from the Heart)
- 1982: Der Sturm (Eine überraschende Komödie) (Tempest) – Regie: Paul Mazursky
- 1985: Kuß der Spinnenfrau (Kiss of the Spider Woman)
- 1986: Schnee in Florida (Florida Straits)
- 1986: Der Morgen danach (The Morning After)
- 1987: Alamo – 13 Tage bis zum Sieg (The Alamo: Thirteen Days to Glory, Fernsehfilm)
- 1988: Onassis, der reichste Mann der Welt (Onassis: The Richest Man in the World, Fernsehfilm)
- 1988: Mond über Parador (Moon Over Parador)
- 1988: Tequila Sunrise
- 1989: Romero
- 1990: Aus Mangel an Beweisen (Presumed Innocent)
- 1990: Roger Cormans Frankenstein (Frankenstein Unbound)
- 1990: Rookie – Der Anfänger (The Rookie)
- 1990: Havanna (Havana)
- 1990: Mack the Knife
- 1991: Addams Family (The Addams Family)
- 1993: Die Addams Family in verrückter Tradition (Addams Family Values)
- 1994: Street Fighter – Die entscheidende Schlacht (Street Fighter: The Movie)
- 1994: Flammen des Widerstands (The Burning Season, Fernsehfilm)
- 1995: Der Tod hinter der Maske (Down Came a Blackbird, Fernsehfilm)

## Auszeichnungen und Nominierungen
| Jahr | Preis                     | Kategorie                                                         | Nominiertes Werk         | Resultat  |
| ---- | ------------------------- | ----------------------------------------------------------------- | ------------------------ | --------- |
| 1983 | Golden Globe Award        | Bester Nebendarsteller Spielfilm                                  | The Tempest              | Nominiert |
| 1985 | National Board of Review  | Bester Hauptdarsteller Spielfilm                                  | Kiss of the Spider Woman | Gewonnen  |
| 1986 | Golden Globe Awards       | Bester Hauptdarsteller Spielfilm (Drama)                          | Kiss of the Spider Woman | Nominiert |
| 1989 | Golden Globe Awards       | Bester Nebendarsteller Spielfilm                                  | Moon Over Pardor         | Nominiert |
| 1992 | MTV Movie Awards          | Bester Kuss (mit Anjelica Huston)                                 | The Addams Family        | Nominiert |
| 1993 | Saturn Awards             | Bester Hauptdarsteller                                            | The Addams Family        | Nominiert |
| 1995 | CableACE Award            | Bester Hauptdarsteller in einer Mini-Serie oder einem Fernsehfilm | The Burning Season       | Gewonnen  |
| 1995 | CableACE Award            | Bester Hauptdarsteller in einer Mini-Serie oder einem Fernsehfilm | Down Came a Blackbird    | Nominiert |
| 1995 | Golden Globe Awards       | Bester Hauptdarsteller in einer Mini-Serie oder einem Fernsehfilm | The Burning Season       | Gewonnen  |
| 1995 | Primetime Emmy Award      | Bester Hauptdarsteller in einer Mini-Serie oder einem Fernsehfilm | The Burning Season       | Gewonnen  |
| 1995 | Saturn Award              | Bester Nebendarsteller                                            | Street Fighter           | Nominiert |
| 1995 | Screen Actors Guild Award | Bester Darsteller in einem Fernsehfilm oder Miniserie             | The Burning Season       | Gewonnen  |